# Hinterschmiding
Hinterschmiding je obec v okrese Freyung-Grafenau v Dolním Bavorsku. Nachází se v Bavorském lese západně od 1167 metrů vysokého Haidelu. Obec Hinterschmiding leží čtyři kilometry východně od Freyungu, dvanáct kilometrů od českých hranic, 28 kilometrů od rakouských, 15 kilometrů severně od Waldkirchenu a 38 kilometrů od Pasova.

## Místní části
- Gstöcket
- Heldengut
- Herzogsreut
- Hinterschmiding
- Holzwiese
- Kaining
- Rothbachau
- Schlichtenberg
- Schwarzkopf
- Sonndorf
- Vorderschmiding

## Historie
Obec v bývalém pasovském knížecím biskupství byla poprvé zmíněna kolem roku 1400. Leží na tzv. Zlaté stezce, po které se dopravovala sůl z Pasova do Čech. To se dostalo do obecního znaku, na kterém je zobrazen bílý kůň naložený zlatým pytlem soli. V roce 1805 (po sekularizaci) Hinterschmiding připadl Bavorsku v, a to na základě mírových smluv z Brna a Bratislavy (německy Pressburg). Po druhé světové válce byl na území obce zřízen americký zajatecký tábor, tzv. Camp Sonndorf. Po roce 1945 přišlo do Hinterschmidingu mnoho vysídlenců. Dnešní farní kostel byl postaven v letech 1969 až 1970, starý kostel z roku 1927 byl zbořen.

## Sport
V místní části Herzogsreut je lyžařské středisko.

## Partnerství
- Bělotín
- Ostravská univerzita